# Банцанс, Робертс
Робертс Банцанс (1891-1938) был латышским драматургом и директором Московского латышского театра «Скатуве».

## Биография
Родился 12 декабря 1891 года в «Банчаны» Асарской волости. Был заводским рабочим в Риге, до Первой мировой войны переехал в Москву, где учился в студии латышского театра «Скатуве». Он был директором этого театра, написал три пьесы, которые сам поставил в Театре «Скатуве» - «Фуфценер в чернилах» (1927), «Ожидаемые и нежданные» (1931) и «Мертвые ещё живы» (1931).
В последние годы существования театра был его директором (1932—1937). В 1935 году Р. Банцансу было присвоено звание Заслуженного артиста СССР.
Во время так называемой «латышской операции» Р. Банцанс был арестован 1 декабря 1937 года вместе с другими работниками театра и расстрелян 3 февраля 1938 года на Бутовском полигоне под Москвой. Реабилитирован в 1957 году.